# Górnik

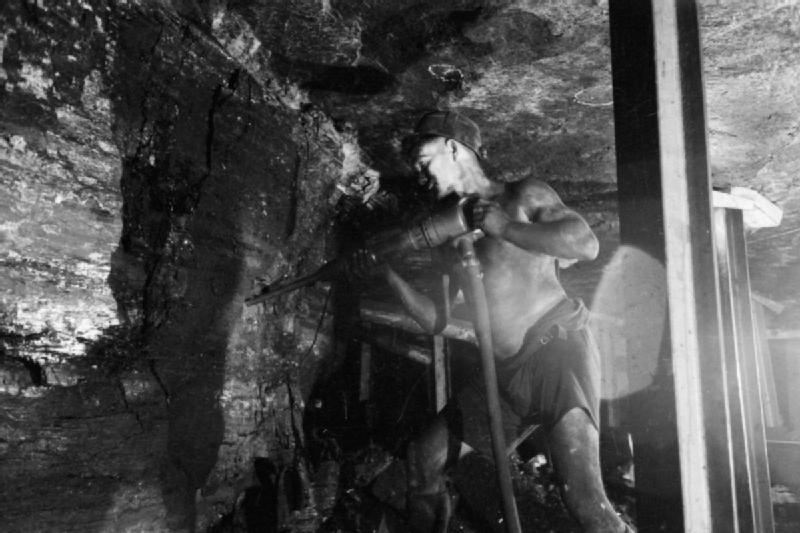
Górnik pracujący wiertarką na przodku

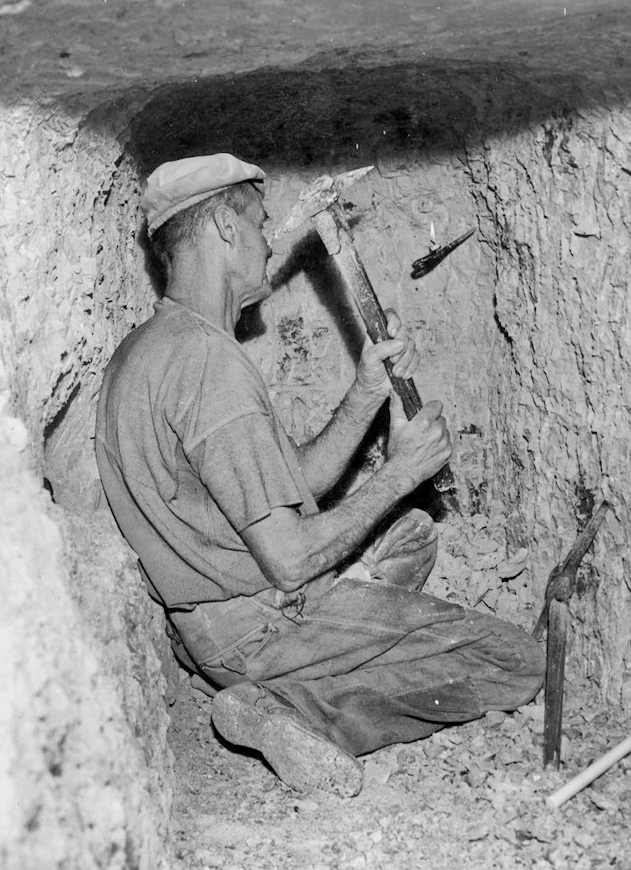
Górnik ręcznie urabiający caliznę przy świetle świecy w poszukiwaniu opalu

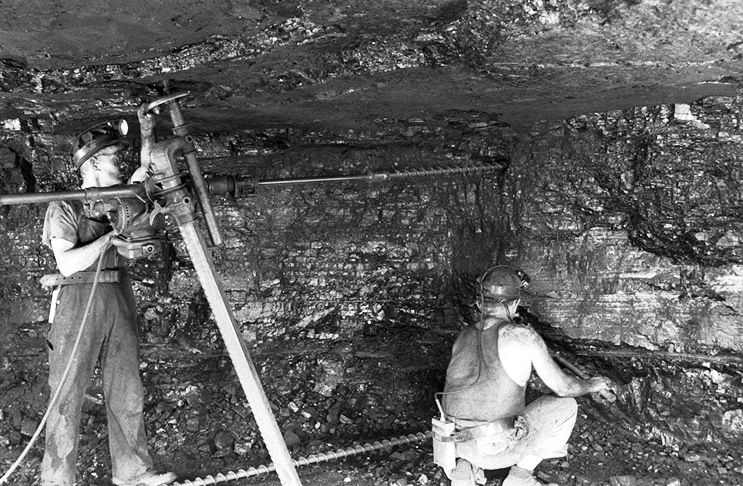
Górnicy nawiercający caliznę pokładu węgla kamiennego

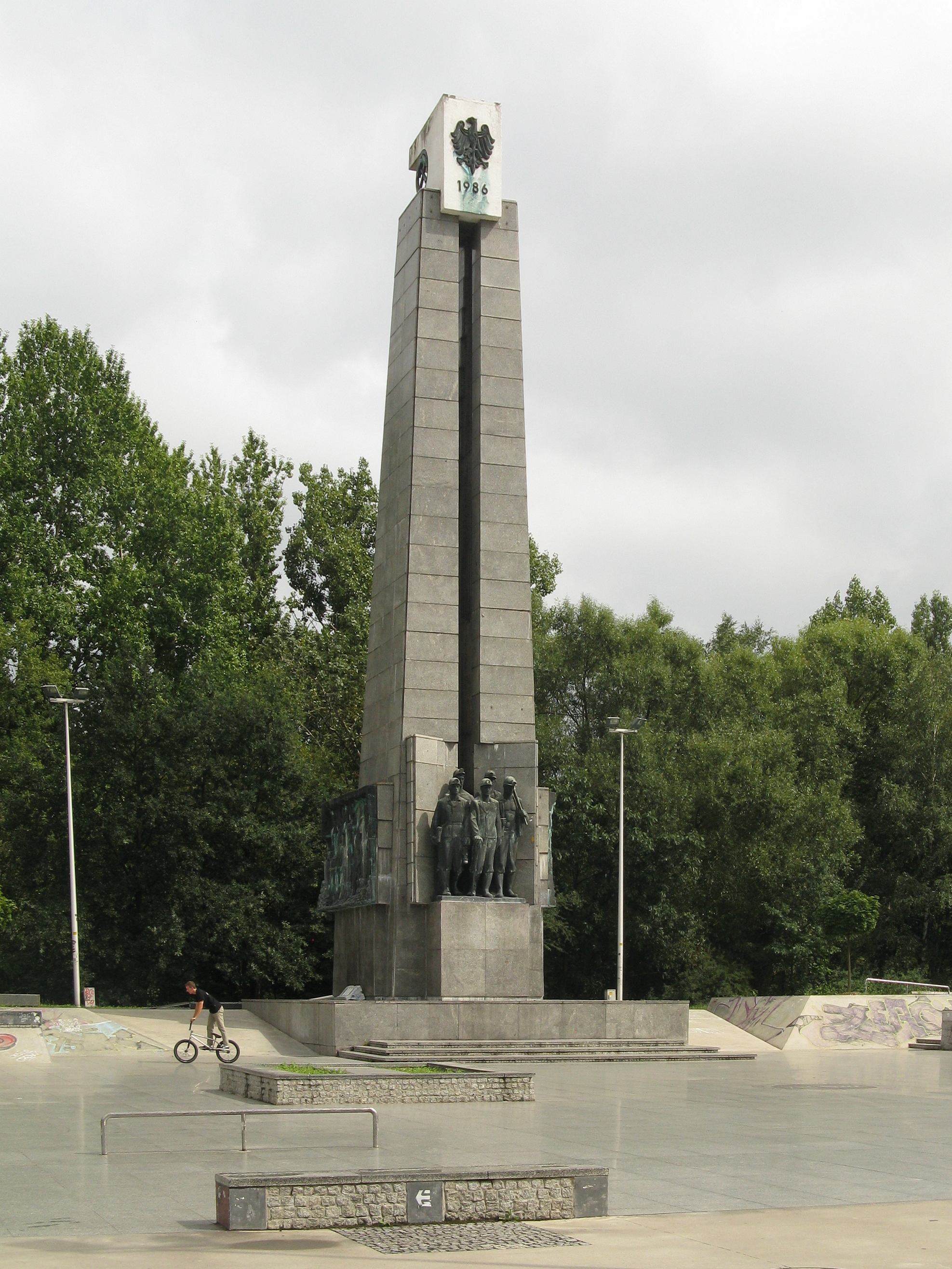
Pomnik Trudu Górniczego w Katowicach

Górnik (w gwarze zawodowej gwarek, grubiorz, murcek, bergman) – w szerokim znaczeniu potocznym: każdy pracownik zakładu górniczego, czyli kopalni; w węższym znaczeniu robotnik wykwalifikowany, tak zwany rębacz (gwarowo kopacz, hajer, hawierz, żeleźnik), którego główne zadanie to urabianie kopaliny.

## Historia
Za najstarszych górników świata można uznać ludzi pracujących w paleolitycznych kopalniach rogowca w Egipcie, które działały około 50 tysięcy lat p.n.e. Najstarsi znani górnicy pracujący na terenie obecnej Polski pracowali przy wydobyciu krzemienia w Krzemionkach.

## Nazewnictwo
W zależności od specyfiki wykonywanych robót górniczych wyróżnia się współcześnie między innymi: górników drużyny naprawczej, przodkowych, przodowych, górników na filarze, na robotach eksploatacyjnych, rabowaczy, górników na robotach przygotowawczych, na robotach w kamieniu, na ścianie, na wdzierce, górników szybowych.
Polskie historyczne i gwarowe określenia robotników górniczych to między innymi:
- ciągacz, obsługujący kołowrót do wyciągania urobku, załogi i tym podobnych[1]
- ciskacz, wozak, wozacz, odstawiający ręcznie wózki z przodka[1]
- flekarz, zliczający wozy zapełnione urobkiem[1]
- hałdziarz, warpiarz, zwałowy, wywożący skałę płonną na hałdę[1]
- hamowacz, opuszczający zapełnione wozy z urobkiem po pochylni[7]
- koniarz, koniarek, wozak, trybarz, zajmujący się końmi ciągnącymi wózki lub poruszającymi kierat[7]
- maszyniok, maszynista obsługujący lokomotywki kolei kopalnianej[7]
- młynkarz, obsługujący ręczny wentylator[7]
- szleper, śleper, narażacz, nakładacz, ładowacz, folowacz, ładujący wózki i odstawiający je na podszybie[2]
- strzałowy, szyshajer, rębacz wykorzystujący ładunki wybuchowe do urabiania kopaliny[2]
- zapinacz, spinający wozy lub przypinający je do liny[2]